# 胡楚賓
胡楚宾（?—?），唐朝宣州秋浦（今安徽省贵池市）人。
胡楚宾写文章非常快，每次饮酒半酣而开始动笔。唐高宗命他作文章，常以金银杯盛酒让他痛饮，文章写成，便赐给他杯子。胡楚宾终日酣宴，家无所藏，钱花完，再入待诏，得到赏赐又出。但是他性情慎密，从来不说禁中之事，醉后有人问他，他回答其他事而已。担任殷王文学，官至右史，兼崇贤直学士。武则天著有《字海》一百卷，凡署名武则天所著，都是胡楚宾与元萬頃、范履冰、苗神客、周思茂、衛業等同撰。